# PPD-bestand
PPD staat voor PostScript Printer Description. PPD-bestanden zijn nodig voor het gebruik van een groot aantal Apple-LaserWriter- en PostScript-printers van andere fabrikanten. PPD-bestanden worden gebruikt in het besturingssysteem van Apple, Mac OS, en door sommige programma's in Linux, bijvoorbeeld CUPS.